# Pareunidia griseovittata
Pareunidia griseovittata är en skalbaggsart som beskrevs av Stefan von Breuning 1967. Pareunidia griseovittata ingår i släktet Pareunidia och familjen långhorningar.
Artens utbredningsområde är Zimbabwe. Inga underarter finns listade i Catalogue of Life.